# Епікурейство

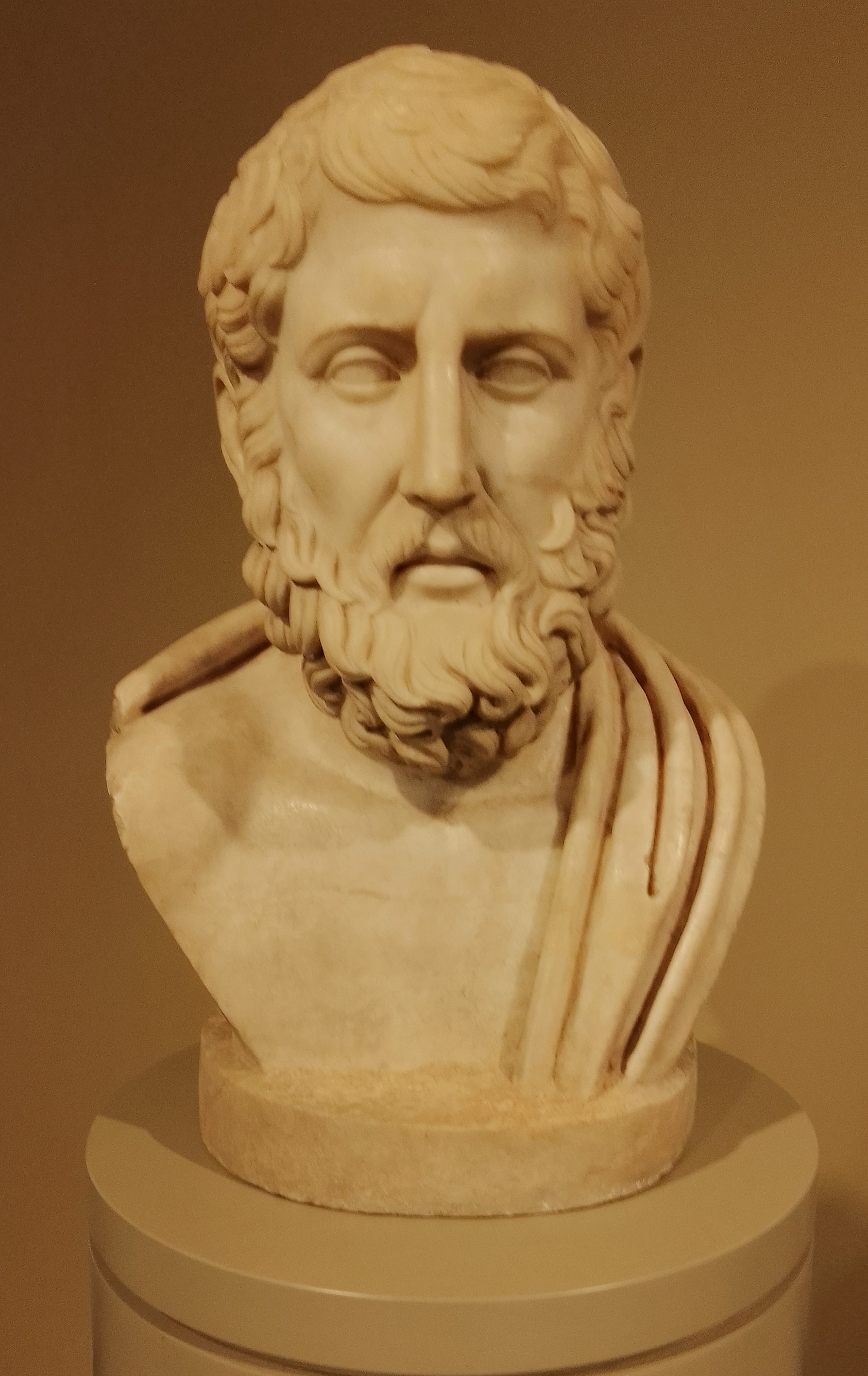
Гермаркос був учнем і наступником Епікура на посаді глави школи. Музей образотворчого мистецтва. Будапешт

Епікурейство, епікуреїзм — філософсько-етичне вчення і школа давньогрецької філософії, заснована Епікуром в Афінах, яка досить широко впливала на свідомість мислителів наступних етапів еллінської епохи, а також Стародавнього Риму.
Епікур спирався на головні положення філософії Демокріта, оскільки вчителем Епікура був його послідовник Навсіфан. Водночас Епікур створює зовсім нову атомістичну теорію. Відмінність полягає в тому, що у Демокріта рух атомів здійснюється у порожнечі вийнятково за законом падіння тіл під власною вагою, в Епікура — нарівні з дією закону падіння з'являється ще один чинник — атом виявляє властивість «самочинного відхилення» від «лінії необхідності».

## Система філософських поглядів
Ідея Епікура про самочинне відхилення атомів від детермінованого руху є специфічним відображенням факту появи у людей нових якостей — індивідуальної свободи, певного мінімуму соціальної автономії особи. Людина — як «соціальний атом» — набуває в собі (а не в космічному світопорядку, який розчиняє індивіда, його неповторність) автономного, самодостатнього ґрунту свого волевиявлення. Загалом, головна увага Демокріта звернена на закони існування об'єктів (людина теж лише об'єкт), у Епікура — до суб'єкта. Епікура хвилює не саме по собі вчення про Космос як сукупність атомів, а проблема можливості відхилень, випадків, суб'єктивного волевиявлення.
Сенс своєї ідеї про самочинне відхилення атома від лінії необхідності Епікур вбачає в основному правилі мудрості — вміти уникати незадоволення, страждань. Йдеться саме про «уникання» страждань, а не про гонитву за задоволенням бажань. Гонитва за бажаннями завжди приносить свою протилежність — невдоволеність.
Епікур вбачає в теорії світу ідей Платона, вченні про «перший двигун» Аристотеля дію надприродних сил, які не залишають місця випадкові, свободі волі людини. Якщо боги існують, то вони живуть у просторах між світами і не втручаються у земні справи.
Послідовно дотримуючись атомістичної теорії, Епікур робить висновок, що душа людини — тілесна. Смерть тіла є смерть душі, бо сутність душі — рух атомів у тілі. Відповідно до такого розуміння людини, й суб'єктивних властивостей він розробляє послідовно сенсуалістське вчення про пізнання. Світ пізнається за допомогою мислення та чуттів, між якими немає великої різниці, бо і чуття, і мислення спричинені рухом атомів. Критеріями істини визнаються чуттєві сприйняття (витікання образів, викидів з речей), поняття (або загальні уявлення, тотожні спогадам).
Епікур створює життєствердну етику, яка за своїм спрямуванням оптимістична й утилітарна. Моральне життя потребує дотримання міри в усьому. Ідеал — у задоволенні природних, а не надуманих бажань. Справедливість у тому, щоб не шкодити іншому і не зазнавати шкоди від іншого. В основі взаємозв'язків людей лежить особиста вигода, що розповсюджується і на безкорисливу дружбу. Мудрість (філософія) не тільки дає знання, але й духовну насолоду. Мудрець — не безтурботний пустельник, що відійшов від життя, а знавець життя, який піднявся над буденністю, здатний виявляти свою волю.